# Eleição presidencial no Brasil em 1891
A eleição presidencial no Brasil em 1891 foi a primeira eleição presidencial do país e a primeira eleição indireta.

## Contexto Histórico
Embora as quatro últimas décadas do reinado de Dom Pedro II tenham sido um período de paz consistente e prosperidade econômica, testemunhando inclusive o primeiro movimento pelos direitos da mulher, o abolicionismo e com direitos LGBT no Brasil já sido reconhecidos décadas antes (ainda durante o reinado de seu pai Dom Pedro I), ele não desejava ver a monarquia sobreviver além do seu tempo de vida e não se importou em arregimentar apoio para a preservação do sistema. As cartas que Pedro II escreveu neste período revelam um homem cansado do mundo, cada vez mais alienado e pessimista. Ele permanecia fiel às suas obrigações como Chefe de Estado e era meticuloso em seu cumprimento, apesar de frequentemente sem entusiasmo. Por causa do crescente "indiferentismo do imperador pela sorte do destino do regime" e por sua falta de atitude em defesa do sistema imperial quando ele começou a ser questionado, historiadores têm atribuído a "principal, talvez única, responsabilidade" pela queda da monarquia a Pedro II.
A próxima na linha sucessória era a sua filha Isabel, mas nem Pedro II nem a elite política consideravam uma mulher no trono aceitável. O imperador amava sua filha Isabel, mas ele considerava a ideia de uma sucessora feminina como contrária ao papel requerido de um governante do Brasil. Ele enxergava a morte de seus dois filhos homens como um sinal de que o Império estava destinado a ser suplantado. A resistência a aceitar uma mulher governante também era compartilhada pela classe política. Apesar de a Constituição permitir a sucessão feminina ao trono, o Brasil ainda era um país bastante tradicional, e apenas um sucessor masculino era percebido como capaz de ser um Chefe de Estado.
Na falta de um herdeiro viável, a elite política em geral tornou-se indiferente à monarquia. O republicanismo era um credo elitista que nunca floresceu no Brasil, e que tinha pouco apoio nas províncias. Mas uma ameaça séria à Monarquia foi a combinação de ideias republicanas e a disseminação do Positivismo entre os oficiais de baixa e média patente no exército, o que levou a indisciplina nas tropas.
Na época os principais meios de comunicação eram meios escritos, sendo estes jornais e revistas, com tais meios estando presentes no Brasil já havia algumas décadas. Os jornais imprensos mais antigos do país foram o Correio Brasiliense e o Gazeta do Rio de Janeiro, fundados em 1808 ainda na era colonial, no reinado da rainha portuguesa Dona Maria I, bisavó de Dom Pedro II. Já a revista mais antiga do país, As Variedades , também começou a circular na mesma época, por volta do ano de 1812.

## Proclamação da República
Após um reinado de 58 anos, em 15 de novembro de 1889, Pedro II foi deposto por um repentino golpe de Estado liderado por uma facção de líderes militares e civis cujo propósito era a formação de uma república presidencialista, dando início ao regime republicano no país.
A Proclamação da República do Brasil foi um golpe de Estado político-militar, ocorrido em 15 de novembro de 1889, que instaurou a forma republicana presidencialista de governo no Brasil, encerrando a monarquia constitucional parlamentarista do Império e, por conseguinte, destituindo o então chefe de estado, o imperador D. Pedro II, que em seguida recebeu ordens de partir para o exílio na Europa.
Com a Proclamação da República do Brasil, um Governo Provisório liderado por Deodoro da Fonseca, veterano da Guerra do Paraguai e o proclamador da República, assumiu a Presidência. As primeiras mudanças de seu governo envolviam a criação do Código Penal Brasileiro, a reforma do Código Comercial do Brasil e medidas que oficializavam a separação da Igreja e o Estado, tais como a instituição do casamento civil e a laicização de cemitérios. No plano econômico, ocorreu a chamada crise do Encilhamento, caracterizada por uma grande bolha especulativa e inflação alta, devido às políticas econômicas iniciadas ainda no período monarquico pelo Visconde de Ouro Preto, o último chefe de governo do Império do Brasil, e que depois foram intensificadas pelo Ministro da Fazenda de Deodoro da Fonseca, Ruy Barbosa.
Duas correntes republicanas se chocavam dentro do próprio Governo Provisório: a corrente liberal-democrática, que visava a uma República federativa e presidencial, com separação de poderes, nos moldes estadunidenses; e a corrente positivista, que defendia uma ditadura republicana, segundo os princípios do filósofo francês Auguste Comte. 
Boa parte dos liberais era composto por cafeicultores vinculados ao Partido Republicano, fundado em Itu (SP) no ano de 1873, além de classes proprietárias do Rio Grande do Sul e Minas Gerais. Já os positivistas eram compostos principalmente por militares e setores do Partido Republicano do Rio Grande do Sul.
Uma terceira corrente era a dos jacobinos, era tida pelas demais como radical, e por isso denominada de “jacobina”, em referência aos revolucionários mais enérgicos da Revolução Francesa. Defendiam mudanças mais radicais, e queriam implantar uma República com base populista, aos moldes da criada pela Revolução Francesa. Não chegou a ter expressão política. Muitos chegaram a apoiar Floriano Peixoto, sendo chamados de "florianistas". Eram compostos por pequenos proprietários, advogados, jornalistas e estudantes do jacobinismo.
Venceu a corrente liberal-democrática, sustentada por Campos Sales, Ruy Barbosa e Prudente de Morais. 
Os partidos Liberal e Conservador do período monárquico haviam sido declarados extintos três dias após a proclamação da República. Políticos de convicção monarquista (tanto liberais quanto conservadores) tornaram-se órfãos de um partido, com alguns escolhendo abandonar a política, enquanto outros decidiram dar continuidade as suas carreiras no novo regime. A massa dos políticos, entretanto, aderiu à república de modo indiferente.
Embora a Constituição de 1891, elaborada pelos parlamentares eleitos pelo eleitorado brasileiro, determinasse que o Presidente da República fosse eleito diretamente pelo povo, as suas disposições transitórias previam que, para o primeiro período presidencial, o Presidente fosse eleito pelo Congresso Constituinte, logo após promulgada a Constituição. Tal dispositivo já fora previsto no artigo 62 do chamado "Regulamento alvim", o Decreto
de 23 de junho de 1890, que dispunha: "Aos cidadãos eleitos para o primeiro Congresso, entendem-se conferidos poderes especiais para exprimir a vontade nacional acerca da Constituição publicada pelo Decreto nº 510, de 22 de junho do corrente, bem como para eleger o primeiro presidente e o vice-presidente da República".

## Candidaturas
Na eleição, os candidatos disputavam a presidência e a vice-presidência de forma separada. O mesmo candidato a presidente poderia disputar a vice-presidência.
Na primeira eleição presidencial do Brasil, apresentaram-se os seguintes candidatos a presidente:
- o marechal Manuel Deodoro da Fonseca, proclamador da República e chefe do Governo Provisório desde 15 de novembro de 1889, apoiando o almirante Eduardo Wandenkolk para vice-presidente. Era aliado dos antigos conservadores do Império [19];
- o senador e republicano histórico Prudente José de Morais e Barros, representando o Partido Republicano Paulista, apoiando o marechal Floriano Peixoto para vice-presidente;
- o marechal Floriano Vieira Peixoto, que disputou também a vice-presidência. Era apoiado pelos liberais[19];
- o republicano histórico Joaquim Saldanha Marinho; e
- o político José Higino Duarte Pereira.

Havia dois principais candidatos que disputaram a vice-presidência: o almirante Eduardo Wandenkolk, pela situação, e o marechal Floriano Peixoto, pela oposição.

## Votação e resultados
As eleições efetuaram-se em 25 de fevereiro de 1891. A eleição foi de determinada forma tensa, devido o encilhamento, política econômica do Governo Provisório de Deodoro que resultou em crise. Prudente de Morais tinha a maioria a seu favor, mas os militares ameaçaram os parlamentares e os forçaram a votar em Deodoro. Terminada a apuração dos votos, o parlamentar Antônio Eusébio anunciou: "Está eleito Presidente da República dos Estados Unidos do Brasil o sr. Manuel Deodoro da Fonseca". Apesar de Deodoro ter vencido a eleição, para vice foi eleito Floriano Peixoto, e assim, o governo ficou com um representante da situação (Deodoro) e um da oposição (Floriano), mesmo sendo a oposição maior, o que levou a renúncia de Deodoro oito meses depois.

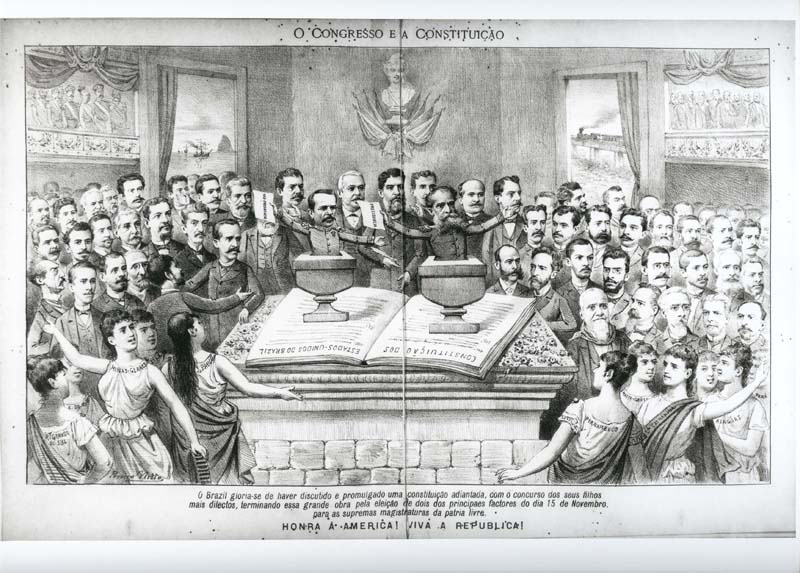
Alegoria referente à eleição presidencial de 1891

| Eleição para presidente do Brasil em 1891      | Eleição para presidente do Brasil em 1891 | Eleição para presidente do Brasil em 1891 |
| Candidato                                      | Votos                                     | Porcentagem                               |
| ---------------------------------------------- | ----------------------------------------- | ----------------------------------------- |
| Manuel Deodoro da Fonseca                      | 129                                       | 55,13%                                    |
| Prudente José de Morais e Barros               | 97                                        | 41,45%                                    |
| Floriano Vieira Peixoto                        | 3                                         | 1,28%                                     |
| Joaquim Saldanha Marinho                       | 2                                         | 0,85%                                     |
| Voto em branco                                 | 2                                         | 0,85%                                     |
| José Higino Duarte Pereira                     | 1                                         | 0,42%                                     |
| Total de congressistas presentes               | Total de congressistas presentes          | 234                                       |
| Total de congressistas ausentes                | Total de congressistas ausentes           | 34                                        |
| Eleição para vice-presidente do Brasil em 1891 |                                           |                                           |
| Candidato                                      | Votos                                     | Porcentagem                               |
| Floriano Vieira Peixoto                        | 153                                       | 65,38%                                    |
| Eduardo Wandenkolk                             | 57                                        | 24,36%                                    |
| Prudente José de Morais e Barros               | 12                                        | 5,13%                                     |
| Coronel Piragibe                               | 5                                         | 2,14%                                     |
| José de Almeida Barreto                        | 4                                         | 1,71%                                     |
| Voto em branco                                 | 2                                         | 0,85%                                     |
| Custódio de Mello                              | 1                                         | 0,42%                                     |
| Total de congressistas presentes               | Total de congressistas presentes          | 234                                       |
| Total de congressistas ausentes                | Total de congressistas ausentes           | 34                                        |
| Fonte:                                         |                                           |                                           |